# Robert Paverick
Robert Paverick (Borgerhout, 19 de novembre de 1912 - Deurne, 25 de maig de 1994) fou un futbolista belga de les dècades de 1930 i 1940.
Fou 41 cops internacional amb la selecció belga de futbol, amb la qual disputà la Copa del Món de futbol de 1938. Pel que fa a clubs, defensà els colors del Royal Antwerp i Beerschot VAC.